# Силмарилион
Силмарилион (енгл. The Silmarillion) је колекција радова Џ. Р. Р. Толкина, коју је након његове смрти приредио и издао његов син Кристофер Толкин 1977. године, уз помоћ Гаја Кеја, који је касније постао познат писац фантастике. „Силмарилион“, заједно са другим Толкиновим делима, формира обимну, али недовршену причу која описује универзум Средње земље, у коме се одвијају приче из „Хобита“ и „Господара прстенова“.
Након успеха „Хобита“, а пре издавања „Господара прстенова“, Толкинови издавачи су захтевали књигу која претходи причи из „Хобита“, па им је Толкин послао рану скицу „Силмарилиона“. Због неразумевања, издавачи су одбацили овај текст пре него што су га до краја прочитали. После тог неуспеха, Толкин је почео да ради на тексту „Дуго очекивана забава“, који је по његовим речима прво поглавље „приче о Хобитима“, а касније и „Господара прстенова“.
„Силмарилион“ је подељен у пет делова. Први део, „Аинулиндале“, говори о стварању Ее, света у коме је смештена Средња земља. „Валаквента“ је други део који даје опис Валара, Мајара и других натприродних елемената Ее. Следећи одељак, „Квента Силмарилион“, према коме је и целокупном делу дат назив, говори о догађајима који су се десили пре и током Првог доба, укључујући и ратове Нолдора против Моргота за повратак светих драгуља Силмарила. Четврти део, „Акалабет“ описује историју и пад острвског краљевства Нуменор и његовог становништва. Овај догађај је смештен у Друго доба Сунца. Последњи део, „О Прстеновима моћи и Трећем добу“, је кратак сажетак историје Трећег доба, закључно са догађајима описаним у „Господару прстенова“.
Пет делова је првобитно писано засебно, али је старији Толкин имао замисао и жељу да буду издати као једна целина. Након његове смрти, Кристофер је сабрао сва очева ранија дела и попунио књигу. У неколико наврата било је потребно смислити потпуно нов материјал, како би се отклониле противречности.

## Опште црте
Радња „Силмарилиона“, као и других Толкинових дела о Средњој земљи, смештена је негде у Земљиној прошлости. Да би се та идеја одржала, „Силмарилион“ је, у оквиру контекста легенди и хронологије Толкинове космологије, превод три Билбова записа Преводи са вилењачког, које је писао док је боравио у Ривенделу.
Значајна поглавља књиге:
- „Музика Аинура“
- „О Берену и Лутијени”
- „О Турину Турамбару”
- „О Туору и паду Гондолина”
- „О путовању Ерендиловом и Рату Бесних“

У унутрашњости књиге постоји запис исписан тенгваром. У преводу значи: „Приче о Првом добу када Моргот обитаваше у Средњој земљи и Вилењаци водише рат са њим за повратак Силмарила којем треба додати пад Нуменора и историју Прстенова моћи и Трећег доба где се ове приче завршавају.“

## Синопсис

### Аинулиндале и Валаквента
Први одељак Силмарилиона, Аинулиндале (квен. Музика Аинура), јесте мит о настанку света. Илуватар (квен. Отац свега) је прво створио Аинуре, групу вечних духова или демијурга, назвавши их „изданком своје мисли“. Илуватар их је све окупио и представио им музичку тему, према којој им је дао да стварају Велику Музику. Мелкор, Аину коме је Илуватар дао „највећу моћ и знање“, удаљио се од хармоније и почео стварати своју музику. Неки Аинури су му се придружили, док су други остали уз Илуватара, проузрокујући неслагање у музици. Ово се десило три пута, али Еру Илуватар је сваки пут успешно надјачавао свог подређеног новом музичком темом. Илуватар је тада зауставио музику и показао им је Арду и њене становнике. Визија је нестала после неког времена и Илуватар је понудио Аинурима шансу да уђу у Арду и да управљају тим светом.
Многи Аинури су прешли у Арду где су узели физичку форму, тиме се везујући за свет. Виши Аинури постали су Валарима, док су нижи постали Мајарима. Валари су настојали да припреме свет за долазак становника, „деце Илуватара“ (Људи и Вилењака), док је Мелкор, желећи Арду за себе, стално уништавао њихов рад, све док, кроз стално уништавање и стварање, свет није попримио облик.
Валаквента (квен. Казивање о Валарима и Мајарима) описује Мелкора и сваког од четрнаест Валара у детаљима, као и неколико Мајара. Такође говори о томе како је Мелкор завео много Мајара (укључујући Саурона и Балроге) и приволео их у своју службу.

### Квента Силмарилион
Квента Силмарилион, која представља највећи део књиге, је низ међусобно повезаних прича, смештених у Прво доба, које обликују трагичну сагу три драгуља Силмарила.
Валари су покушали да свет уреде за Вилењаке и Људе, али је Мелкор константно уништавао њихов рад. Стога су се повукли у Аман, континент западно од Средње земље, где су основали свој дом који су назвали Валинор. Када су се Вилењаци пробудили, Валари су одлучили да се боре против Мелкора како би Вилењаци били безбедни. Поразили су и заробили Мелкора, а потом позвали Вилењаке да им се придруже у Аману. Многи Вилењаци су пошли у Аман, неки су посустајали успут, док преостали, названи Аварима, нису ни пошли. Три племена који су пошла су Ванјари, Нолдори и Телери.
У Аману, нолдорски Вилењак Феанор је направио Силмариле, драгуље који су сијали светлошћу Два Дрвета Валинора. Силмарили су осветљавали Аман пре него што су Месец и Сунце били створени. Мелкор је побегао у Средњу земљу, притом уништивши Два Дрвета, убивши Феаноровог оца и укравши Силмариле. Феанор и његови синови заклели су се да ће се осветити Мелкору, кога је Феанор тада назвао Морготом (квен. мрачни непријатељ (света)), као и свакоме ко им ускрати право на Силмариле. Не осврћући се на савет Валара, кренули су у потеру против Моргота у Средњу земљу. Како би прешли у Средњу земљу, напавши и убивши многе Телере, украли су њихове бродове.
Одмах по доласку у Средњу земљу Моргот је напао вилењачко краљевство Доријат, али је његов напад одбијен. Ова битка је прва од пет битака (касније названих Ратом Драгуља) Моргота против Вилењака, касније уз помоћ Патуљака и Људи. Нолдори су под вођством Феанора стигли у Средњу земљу и напали Моргота. Феанор је у свом исхитреном нападу погинуо, али Нолдори су извојевали победу, а Моргот се затворио у својој тврђави Ангбанд. После мирног периода Моргот је напао Нолдоре, али је поново поражен и његова тврђава је држана под опсадом. Готово четири стотине година касније, Моргот је у изненадном нападу пробио опсаду и потиснуо Нолдоре.
Човек по имену Берен преживљава ту битку и доспева у Доријат, где се заљубљује у Вилу Лутијену, краљеву ћерку. Краљ је настојао да спречи њихов брак, тако што је дао, како се њему чинило, неостварив услов: да се поврати један Силмарил од Моргота. Лутијена је пошла за Береном да га испуне. Саурон, моћни Морготов слуга, их је успут заробио, али су они успели да побегну и уђу у Ангбанд, где су украли један Силмарил из Морготове круне. Берен га је донео краљу и тада је остварено прво спајање Људи и Вилењака.
Нолдори, видевши да смртник и Вила могу да се инфилтрирају у Ангбанд, схватили су да Моргот није непобедив. Напали су га поново, овај пут са великом војском, сачињеном од Вилењака, Патуљака и Људи. Али Моргот их је преварио, пошто је претходно тајно замрачио срца Људи из Маидросове војске. На крају је војска Вилењака у потпуности поражена, делимично и због издаје Људи. Ипак, многи Људи су остали верни Нолдорима и касније су били почаствовани.
Највеће почасти су добили браћа Хурин и Хуор, од куће Хадора. Моргот је заробио Хурина и проклео читав његову породицу. Хуринов син Турин Турамбар је услед тог проклетства починио многа дела, узвишена и страшна, од којих је највеће било убиство змаја Глаурунга, највећег од Морготових слугу у то време.
Хуоров син Туор је био умешан у судбину скривеног нолдорског краљевства Гондолин. Венчао се са Идрилом, ћерком Тургона, господара Гондолина, што је било друго спајање Вилењака и Људи. Након пада Гондолина, Туор је спасао многе његове житеље од уништења. Син Туора и Идриле, Еарендил Полу-вилењак се оженио Елвингом, потомком Берена и Лутијене. Уз помоћ Елвинге и Силмарила који је она носила, Еарендил је успео да пронађе пут за Аман и затражио је, у име Вилењака и Људи, помоћ Валара у рату против Моргота. Услишивши његову молбу, Валари су напали Моргота и у Рату Бесних, након кога је Белеријанд нестао под морем, потпуно уништили Ангбанд. Моргот је прогнан из оквира Арде и Прво доба Сунца је окончано.
Еарендил и Елвинга, као и њихова деца, близанци Елронд и Елрос су, као Полу-вилењаци, потомци бесмртних Вилењака и смртних Људи, добили могућност да одаберу ком роду ће припасти. Елронд је одабрао да припада Вилењацима, док је његов брат изабрао људе. Елрос је постао и први краљ Нуменора.

### Акалабет
Акалабет („Срушен“) говори о историји и паду острвског краљевства Нуменор, настањеном Дунедаинима. После пораза Моргота, Валари су дали острво трима кућама Едаина који су помагали Вилењацима у рату против њега. Наклоношћу Валара, Дунедаинима је дата мудрост и дужи живот већи од било које смртне расе, тиме поставши сличнији Високим Вилењацима из Амана. Заиста је Нуменор био ближи Аману него Средњој земљи, али њихова моћ је била у срећи и прихватању своје смртности. За пад Нуменора у великој мери је био одговоран Саурон (некада главни заповедник Моргота), који се појавио током Другог доба и покушао да покори Средњу земљу.
Нуменорејци су кренули на Саурона, који је видео да их не може победити силом и дозволио им је да га одведу као заробљеника у Нуменор. Тамо је обмануо њиховог краља Ар-Фаразона. Стално му је говорио да иде да тражи бесмртност који су му Валари ускратили, и тиме је садио мржњу Нуменорејаца према Валарима и Вилењацима на западу. Због тога су сва моћ и знање Нуменорејаца биле усмерене ка тражењу бесмртности, али их је то слабило, смањујући њихов животни век сличан ономе обичних људи. Саурон је пожуривао краља да започне рат са Валарима и да се моле његовом старом господару Мелкору, за кога је рекао да би им могао даровати жарко жељену бесмртност. Ар-Фаразон је саградио флоту и запловио према Аману. Валари и Вилењаци у Аману су у очајању призвали Илуватара за помоћ, јер су се плашили да ни у свој својој снази ипак неће надјачати Нуменорејце. Када се Ар-Фаразон искрцао на обалу, Илуватар је уништио његову флоту и потопио и сам Нуменор у знак одмазде због побуне против правичне владавине Валара. Створио је велики талас, никада виђен до тада, који је уништио и потопио острво Нуменор, убијајући скоро све становништво и мењајући облик Средње земље. Преживели су само они Дунедаини који су пре тога запловили на исток.
Међутим, Саурон, који је био бесмртни Мајар, избегао је смрт и побегао у Средњу земљу. Они Нуменорејци који су остали верни Валарима су били поштеђени и избачени на обале Средње земље. У Средњој земљи су основали краљевства Гондор и Арнор. Међу преживелима су били Елендил, њихов вођа, и његова два сина Изилдур и Анарион. Елендил је постао господарем северног краљевства Арнор. Изилдур, који ће у предстојећем рату одсећи Јединствени Прстен са Сауронове руке, и његов брат Анарион су постали господари Гондора. Иако је њихова моћ била мања него моћ Нуменора, била је велика у Средњој земљи међу дивљим Људима.

### О Прстеновима моћи и Трећем добу
Закључни део књиге говори о догађајима који су споменути у Господару прстенова. Састоји се од двадесетак страница које описују догађаје из Другог и Трећег доба у Средњој земљи. У Другом добу, Саурон се појавио као главна сила у Средњој земљи и Прстенови моћи су исковали Вилењаци предвођени Келебримбором. Саурон је тајно исковао свој прстен у намери да њиме контролише власнике осталих прстенова, што је довело до рата између народа Средње земље и Саурона, Рата последње Алијансе, у коме су се Вилењаци и преостали Нуменорејци ујединили како би поразили Саурона, чиме је завршено Друго доба. У Трећем добу Јединствени Прстен је припао Изилдуру, кога су убили Орци у Андуину и од тада је Прстен изгубљен. Такође је дат кратак опис догађаја који су се десили у књизи Господар прстенова, о слабљењу Гондора и поновном појављивању Саурона, о Белом савету, Сарумановој издаји, о Сауроновом коначном уништењу и о уништењу Прстена.

## Идеја и стварање

### Развој текста
Толкин је први пут почео да ради на причама које ће постати Силмарилионом 1914. године, намеравајући да од њих створи енглеску митологију, која ће објаснити постанак енглеске културе и историје. Већи део је написан када се Толкин враћао из Француске током Првог светског рата због боловања или када је био у болници због повреда. Завршио је прву причу, Пад Гондолина, крајем 1916. године.
У том периоду, назвао је колекцију прича о настанку Књига изгубљених прича (енгл. The Book of Lost Tales), које су постале првим двема књигама Историје Средње земље (енгл. The History of Middle-earth). Приче у Књизи Изгубљених прича су испричане у првом лицу кроз морнара Ериола који је пронашао острво Тол Ересеју, где су му Вилењаци испричали своју историју. Међутим Толкин, никада није завршио Књиге изгубљених прича, јер их је оставио да би написао два спева: „Прича о ослобођењу од ропства“ и Прича о деци Хуриновој“.
Кристофер Толкин је у предговору Силмарилиона из 1977. рекао следеће о најранијим верзијама:
Заиста, иако се тада није звао Силмарилион, постојао је још пре пола столећа; и у избледелим свескама које се протежу чак до 1917. године могу се прочитати најраније верзије, често исписане оловком на брзину, централних прича ове митологије. Али он никада није објављен (мада су неки наговештаји његовог садржаја могли да се напабирче из Господара прстенова), и током целог свог дугог живота мој отац га никада није напустио, нити престао чак ни у својим последњим годинама да ради на њему.
Прва комплетна верзија Силмарилиона је била Скица Митологије (енгл. Sketch of the Mythology) написана 1926. године. Имала је 28 стране који су имали намену да објасне позадинску причу о Турину, Толкиновом пријатељу Р. В. Рејнолдсу, којем је послао неколико прича. Из ове скице је Толкин развио обимнију и наративнију верзију Силмарилиона, под радним називом Квента Нолдоринва (енгл. Quenta Noldorinwa). Квента Нолдоринва је била последња целисходна верзија Силмарилиона коју је Толкин написао у облику погодном за издавање.
Године 1937, охрабрен успехом Хобита, Толкин је предао некомплетну, али много развијенију верзију „Силмарилиона“, под називом Квента Силмарилион (енгл. Quenta Silmarillion) својим издавачима Алену и Улвину, али су одбацили његов рад зато што је био преопскуран и према њиховим речима „превише келтски.“ Издавачи су уместо тога рекли Толкину да напише наставак Хобита. Толкин је почео да преправља Силмарилион, али је своју пуну пажњу посветио наставку, који ће касније добити име „Господар прстенова“. Поново је започео да ради на „Силмарилиону“ после завршетка Господара прстенова и веома је желео да те две књиге објави заједно. Али када је постало јасно да то неће бити могуће Толкин је пуну пажњу усмерио на припремање Господара прстенова за издавање.
Након објављивања трећег тома „Господара прстенова“ Толкин је наставио свој рад на „Силмарилиону“. Али није се више бавио приповедачким деловима текста, већ теолошким и филозофским деловима. Након неког времена имао је сумње у изворне аспекте, вратио се најранијим верзијама приче и чинило се да треба да реши ове проблеме како би завршио финалну верзију „Силмарилиона“. Током тог времена написао је највише о природи зла Арде, пореклу Оркова, о обичајима Вилењака, природи и значају Вилењачког поновног рођења, о „равном“ свету и о причи о стварању Сунца и Месеца. У сваком случају, са једним или два изузетка, он је унео мале промене у нарацији током преосталих година свог живота.

### Постхумна објава
Неколико година након очеве смрти, Кристофер Толкин почиње да саставља целовиту причу „Силмарилиона“. Кристоферова намера, како се чини, била је да користи последње списе свога оца и да колико год може, сачува изворну замисао књиге, али и поклапање са „Господарем прстенова“, премда је признао да није могао све да сачува и уклопи. Како је објашњено у „Историји Средње земље“, Кристофер је користио многе изворе за нарацију у књизи, ослањајући се на изворе из „Господара прстенова“ кад год је то било могуће. На крају је успео да нађе „Књигу изгубљених прича“ (енгл. Book of Lost Tales) из 1917. године, којом је допунио нарацију коју је његов отац планирао да пише, али никада није започео. У једном од каснијих поглавља Квента Силмарилиона, „О слому Доријата“, у коме текст није мењан још од раних тридесетих, морао је да реконструише нарацију испочетка. Крајњи резултат, који укључује мапе, индексе, родослове и први индекс вилењачких речи, издат је 1977. године.
Због Кристоферовог опширног објашњења (у Историји Средње земље) о томе како је радио и завршавао сва објављена дела, око већег дела садржаја Силмарилиона је вођена расправа међу читаоцима. Кристоферов задатак да прикупља и обрађује текстове је признат као тежак због стања у којем је његов отац оставио текстове и због чињенице да сви текстови нису били у поседу породице Толкин. Кристофер открива у каснијим томовима „Историје Средње земље“ да неке идеје одступају од објављене верзије. Он наводи да би, да је имао више времена и да су му били доступни сви текстови, можда произвео знатно другачије дело. Али био је под великим притиском и стално пожуриван од стране читалаца свога оца да што пре састави материјал који се може објавити. Неки тврде да су неки делови Слимарилиона више производ сина него оца, и због тога се о његовом месту у канону Средње земље често дискутује.
У октобру 1996. Кристофер Толкин је ангажовао илустратора Теда Нејсмита да ослика сцене из књиге за прво илустровано издање Силмарилиона. Издато је 1998, а пратила га је друга едиција 2004, у коме су се нашле преправке, као и додатни Нејсмитови радови.
Током осамдесетих и деведесетих година, Кристофер Толкин је издао већину очевих текстова као серијал од 12 томова названих „Историјом Средње земље“ (енгл. The History of Middle-earth). Као допуну изворног материјала и ранијих скица неких делова Господара прстенова, ове књиге великим делом проширују оригинално издање Силмарилиона и у многим случајевима одступају од њега. Многе текстове Толкин је хтео да прегледа или започне, али је само писао белешке и неки нови текстови су пронађени након издавања Силмарилиона. Ове књиге сведоче колико је Силмарилион заправо недовршен у каснијим поглављима.

### Утицаји
„Силмарилион“ је комплексно дело у коме се примећују утицаји многих извора. Велики утицај на њега је имао фински еп Калевала, нарочито прича о Кулерву. Утицаји из грчке митологије су такође присутни. Острво Нуменор, на пример, подсећа на Атлантиду. Толкин чак позајмљује име Атлантида и прерађује га у Аталанте, вилењачко име за Нуменор, тиме наговштавајући да се његова митологија само надовезује на историју и митологију стварног света.
Грчка митологија је такође присутна у опису Валара, који позајмљују многе особине од олимпских богова. Валари, баш као и олимпски богови, живе у свету смртника, али не заједно са њима већ на другом континенту. Међутим, у опису Валара се виде и елементи нордијске митологије. Неколико Валара имају карактеристике које су сличне Аеисирима, боговима Асгарда. Тор, на пример, најјачи од свих богова, може се препознати у Оромеу, који се бори против Мелкорових створења и у Тулкасу, физички најјачем Валару. Манве, вођа Валара, има сличности са Одином, Свих-оцем. Толкин је такође написао да је замислио Мајара Олорина (Гандалф) као одинског луталицу.
Утицај Библије се у „Силмарилиону“ примећује у конфликту између Мелкора и Илуватара, паралела између Бога и Ђавола. Осим тога, Силмарилион говори о настанку и паду Вилењака, као што Књига постања, говори о настанку и паду човека. Као и сва Толкинова дела, „Силмарилион“ оставља места и за каснију хришћанску историју, чак у једној верзији Толкинових текстова Финрод, лик у „Силмарилиону“, говори о неизбежној инкарнацији Илуватара (Бога) како би спасао човечанство.
Утицај келтских легенди је приказан у изгнанству нолдорских Вилењака, које позајмљује елементе из легенде о Племенима богиње Дану (ирс. Tuatha Dé Danann). Велшки утицај је присутан у синдаринском језику, коме је Толкин дао „лингивстички дух веома налик (иако не идентичан) британском-велшком језику ... јер личи као да више одговара „келтском“ типу легенди и приповеткама које су испричали његови говорници.“

## Критика
Оновремене критике „Силмарилиона“ су биле прилично негативне. „Силмарилион“ је критикован због тога што је преозбиљан, зато што му недостају понеки лепи и смешни тренуци који се могу наћи у „Господару прстенова“, а нарочито у „Хобиту“. Часопис „ Тајм“ је жалио због тога што у књизи није било ниједног свеобухватног задатка и ниједног лика у коме би се читаоци могли препознати. Друге критике су биле упућене архаичном језику, тешком за читање, као и тешкоћи памћења великог броја имена.
Упркос овим критикама, неки критичари су уздизали ово Толкиново дело. Њујорк Тајмс Бук Рејвју је признао да је највише узбудљив ексцентричан хероизам Толкиновог покушаја. Тајм је описао Силмарилион као „величанствено дело које је веома дуго и тако снажно живело у пишчевој замисли да ниједан читалац не остаје равнодушан“. Хорн Бук Магазин је чак у својој рецензији хвалио „изузетан скуп легенди замишљен са имагинативном моћу и испричан предивним језиком“.
Неки критичари су међутим имали само негативне критике. Њујорк Рејвју оф Бук је навео да је Силмарилион „једна празна надувена напаст“, „књижевна манифестација никакве величине“ и чак је тврдио да је главни разлог због „огромне продаје“ „Толкинов култ“ створене популарности Хобита и Господара прстенова. Скул Лајбрерј Џурнал је написао да је Силмарилион „мртворођени постскрипт“ Толкинових ранијих дела. Питер Конард из Њу Стејтсмена је отишао толико далеко да је рекао да „Толкин у ствари не уме да пише.“

## Музика инспирисанаСилмарилионом
Утицајни немачки пауер метал бенд Blind Guardian је 1998. издао концептуални албум под називом Nightfall in Middle-Earth, који је заснован на Силмарилиону. Албум не садржи само песме већ и неке наративне делове из приче.
Италијански бенд Ainur снимио је три албума инспирисана причама из Силмарилиона: From Ancient Times 2006. и Children of Hurin 2007. Трећи албум је издат у септембру 2009. под називом Lay of Leithian и говори о причи о Берену и Лутијени.
Прогресивни рок бенд Marillion оригинално су се звали Silmarillion, али су скратили име да би избегли конфликт због ауторских права.